# يامنة نعزيز
يامنة ن عزيز  الملقبة بيامنة تفرسيت (1930 خنيفرة ـ 3 يناير 2006) هي مغنية تموايت أمازيغية من الأطلس المتوسط بالمغرب من الرعيل الأول للفن الأمازيغي حيث تعد أسطورة فن شعر تموايت الخاص بالأطلس المتوسط في المغرب الكبير وشمال أفريقيا.
تفردت يامنة في الموسيقى الأمازيغية بصوتها الحاد وأسلوبها الغنائي الممزوج بالطابع اللحني العاطفي، الذي ترافقه أحيانا أوتار الكمان أو الناي أو البندير

## مشوارها الفني
عاشت يامنة طفولتها راعية للأغنام في جبال الأطلس المتوسط قبل أن تبدأ حياتها في أوائل الخمسينيات

## حياتها الخاصة
ولدت يامنة نعزيز في قرية تفرسيت بأيت لحسن كهف النسور لقبيلة زيان في دوار أيت حمد للقيادة الإدارية سيدي لمين، مدينة خنيفرة. لأب يدعى أعزيز بن موحا أفرسي وأم تدعى فاظمة نوذهبي. لقبت بتفرسيت (مؤنث) تبعا للقب أبيها الذي يعني المقاوم.

## وفاتها
توفيت يامنة نعزيز بعد معاناة مع المرض يوم 3 يناير 2006